# Wino bezalkoholowe
Wino bezalkoholowe – rodzaj wina pozbawionego alkoholu w wyniku procesu dealkoholizacji.
Wina bezalkoholowe, podobnie jak alkoholowe odpowiedniki, dzieli się na:
- wina białe
- wina czerwone
- wina różowe.

Wino bezalkoholowe produkuje się tak jak wino alkoholowe, czyli w procesie fermentacji soku z winogron zwanym winifikacją. Różnica polega na tym, że na końcu procesu wino pozbawiane jest alkoholu powstałego na skutek fermentacji.

## Proces dealkoholizacji
Alkohol usuwany jest po produkcji w opatentowanym procesie ekstrakcji próżniowej. Dzięki temu procesowi wino zaczyna wrzeć w temperaturze około 30 stopni Celsjusza, a alkohol ulega odparowaniu. Ekstrakcja próżniowa w precyzyjnie kontrolowanych warunkach pozwala na najwyższą możliwą redukcję alkoholu, nawet do poziomu 0,0%. W procesie dealkoholizacji wina nie tracą flawonoidów, tanin czy też polifenoli. Warto zauważyć, że redukcja alkoholu do poziomu 0,0% w przypadku niektórych produktów została potwierdzona certyfikatem halaal.
Innym sposobem pozbywania się alkoholu z wina jest metoda wirujących stożków, która polega na odwirowywaniu alkoholu. Metoda ta powoduje niewielkie straty w objętości napoju, co uzupełniane jest najczęściej moszczem. Po takim procesie poziom alkoholu w winie jest mniejszy niż 0,5% całkowitej objętości, co pozwala określić go mianem bezalkoholowego.

## Kaloryczność
W tradycyjnych winach głównym nośnikiem kalorii jest alkohol. Gdy wina te zostaną poddane procesowi dealkoholizacji, ich kaloryczność spada średnio o 70%. W przypadku wytrawnego wina Schloss Boosenburg Trocken kaloryczność obniża się aż o 95%.